# Caleb Antill
Caleb Antill (født 8. august 1995 i Canberra, Australien) er en australsk roer.
Antill var med i den australske dobbeltfirer, der vandt bronze ved OL 2020 i Tokyo. De tre øvrige besætningsmedlemmer i båden var Jack Cleary, Cameron Girdlestone og Luke Letcher. Australierne sikrede sig bronzemedaljerne efter en finale, hvor Holland vandt guld mens Storbritannien tog sølv.
Antill var også med til at vinde en VM-sølvmedalje i dobbeltfirer ved VM 2018 i Plovdiv.

## OL-medaljer
- 2020:  Bronze i dobbeltfirer